# معاني القرآن للأخفش
معاني القرآن أحد كتب التفسير التي اهتمت بمعاني القرآن الكريم، ألفه النحوي الأخفش الأوسط.

## الكتاب
يُعد كتاب معاني القرآن لأبي الحسن سعيد بن مسعدة الأخفش الأوسط المتوفى سنة 215 هـ من أوائل الكتب المصنفة في معاني القرآن الكريم، فمؤلفه من أقران سيبويه وتلاميذه لأنه هو الطريق الوحيدة التي نقلت كتاب سيبويه لمن بعده، وقد قام بتدريس كتاب سيبويه كثيراً بعد وفاة سيبويه، فكان الأخفش إمامًا في النحو، ماحداه لتأليف كتاب معاني القران لتفسير ما يشكل على القراء من الفاظ وتراكيب ومعاني القرآن الكريم، فقد شرح الأخفش عدداً كبيراً من المعاني الغامضة التي يصعب فهمها على أكثر الناس. ويعد الكتاب إضافة إلى كتاب مجاز القرآن لأبي عبيدة وكتاب معاني القرآن للفراء، ومن الكتب الأولى التي كانت سباقة في خوض هذا النوع من التفاسير، وقد ألفه الأخفش بعد اتصاله بالكسائي ببغداد.

## أسلوب التفسير
جعل الأخفش جُل موضوعات الكتاب فيما يتعلق بعلم معاني القران، فيجمع في كل موضوع الأصوات اللغوية: فيتناول الأصوات اللغوية في كلامه على عدد الآيات القرانية، ويحاول وصف مخارجها ومواضع بيان صفاتها تقاربًا وتباعدًا، والأصوات المتناولة في التاء والثاء والذال والصاد والطاء والام، وقد جاء في كلامه في غير موضع من الكتاب، فتارة يعرض لتقارب المخارج الصوتية من غير وصف أو تعليق، وتارة أخرى يصف مخارج الأصوات من غير وصف أو تعليق، وتارة أخرى يصف مخارج الأصوات ويطلف على الأصوات نعوتها العلمية المختلفة.
أما كلام العرب، فيمثل كلام العرب أساسًا مهمًا من أسس الكتاب، لأنه الكلام الذي يقاس به غيره، ويعتمد عليه في معرفة القصد والجور فيما نحا نحوه واتخذ سمته، وكان السماع عنصرًا مهمًا من عناصر الأخفش في مادته العلمية.

## وصلات خارجية
- تحميل كتاب معاني القرآن للأخفش من المكتبة الشاملة
- تحميل كتاب معاني القرآن للأخفش من مكتبة مشكاة الإسلامية نسخة محفوظة 5 مارس 2016 على موقع واي باك مشين.